# Éric Guichard
Pour les articles homonymes, voir Guichard.
Éric Guichard est un directeur de la photographie français.

## Biographie
Éric Guichard a été distingué - avec Jean-Paul Meurisse -, en 2000, par le César de la meilleure photographie pour son travail sur Himalaya : L'Enfance d'un chef.
À l'occasion d'un entretien publié en 2019, Antoine de Baecque et Alice Leroy écrivent qu'en 20 ans Éric Guichard « est devenu l’un des grands sculpteurs de la lumière naturelle ».

## Filmographie partielle
- 1982 : Bluff, court métrage de Philippe Bensoussan (César du meilleur court métrage 1983)
- 1986 : Poussière d'étoiles d'Agnès Merlet
- 1987 : Il était une fois dix neuf acteurs (TV)
- 1993 : Doudou perdu
- 1993 : Latcho Drom
- 1995 : Post-scriptum
- 1995 : Mondo
- 1996 : Rainbow pour Rimbaud
- 1996 : Le Vent de l'oubli (TV)
- 1996 : Méfie-toi de l'eau qui dort
- 1997 : Tortilla y cinema
- 1997 : Gadjo dilo de Tony Gatlif
- 1998 : Het ondergrondse orkest
- 1998 : Tueurs de petits poissons
- 1999 : D'ailleurs, Derrida
- 1999 : Fleurs de sel (TV)
- 1999 : La Femme de plume (TV)
- 1999 : Himalaya : L'Enfance d'un chef
- 1999 : Je suis né d'une cigogne
- 2000 : La Squale
- 2001 : Intimisto
- 2001 : La Fille de son père
- 2001 : 17, rue Bleue de Chad Chenouga
- 2002 : Les Diables
- 2003 : Fureur
- 2003 : Vacances mortelles (TV)
- 2004 : Terre et Cendres (Khakestar-o-khak) de Atiq Rahimi
- 2005 : Quelques jours en avril (Sometimes in April) (TV)
- 2005 : Le Cactus
- 2006 : La Piste (The Trail)
- 2006 : Paris, je t'aime
- 2006 : Une naissance
- 2007 : J'veux pas que tu t'en ailles
- 2007 : Enfances
- 2007 : Divine Émilie (TV) d'Arnaud Sélignac
- 2008 : L'Empreinte de Safy Nebbou
- 2008 : La Possibilité d'une île de Michel Houellebecq
- 2009 : L'École du pouvoir (TV) de Raoul Peck
- 2009 : Erreur de la banque en votre faveur de Gérard Bitton et Michel Munz
- 2009 : Pour un fils d'Alix de Maistre
- 2009 : Moloch Tropical de Raoul Peck (TV)
- 2010 : L'amour, c'est mieux à deux de Dominique Farrugia et Arnaud Lemort
- 2011 : Dans la tourmente de Christophe Ruggia
- 2012 : Plan de table de Christelle Raynal
- 2012 : Dépression et des potes d'Arnaud Lemort
- 2013 : Belle et Sébastien de Nicolas Vanier
- 2013 : La Voix des steppes de Ermek Shinarbaev
- 2017 : Stars 80, la suite de Thomas Langmann
- 2017 : L'École buissonnière de Nicolas Vanier :
- 2019 : Donne-moi des ailes de Nicolas Vanier
- 2022 : Champagne ! de Nicolas Vanier